# Mount Douglas (Enderbyland)
Mount Douglas ist ein Berg im ostantarktischen Enderbyland. Er ragt unmittelbar östlich des Mount Arthur und 3 km nordnordwestlich des Simpson Peak am westlichen Ende der  Scott Mountains auf.
Kartiert wurde der Berg anhand von Luftaufnahmen, die 1956 bei einer zu den Australian National Antarctic Research Expeditions zählenden Forschungsreise entstanden. Das Antarctic Names Committee of Australia (ANCA) benannte den Berg nach Ian E. Douglas, der 1960 Leiter auf der Davis-Station war.